# Théorème de Davenport-Cassels
Le théorème de Davenport-Cassels est un résultat sur les représentations rationnelles ou entières des formes quadratiques à coefficients entiers. Il est plus connu pour son corollaire en arithmétique concernant les entiers s'écrivant comme somme de deux carrés ou trois carrés. 

## Énoncé général
Théorème de Davenport-Cassels — Soit q une forme quadratique à coefficients entiers de dimension n telle que q(x1, …, xn) = ∑i,j aij xi xj avec pour tout i et j, aij = aji. Si, pour tout n-uplet x de rationnels non tous entiers, il existe un n-uplet a d'entiers tel que 0 < |q(x – a)| < 1 alors tout entier N possédant un représentant rationnel possède aussi un représentant entier. C'est-à-dire : pour tout entier N, s'il existe un n-uplet x de rationnels tel que q(x) = N, il existe aussi un n-uplet a d'entiers tel que q(a) = N.
La démonstration peut se faire par descente infinie sur la taille du dénominateur commun des {\displaystyle x_{i}}.
Une variante plus répandue de cet énoncé se limite au cas où la forme quadratique est définie positive. Dans ce cas, le fait qu'elle soit définie permet de reformuler l'hypothèse plus simplement en :  « Si, pour tout n-uplet x de rationnels, il existe un n-uplet a d'entiers tel que |q(x – a)| < 1 alors… » .

## Somme de deux ou trois carrés
Le théorème de Davenport-Cassels a pour conséquence le théorème suivant :
Théorème — Si un entier naturel est somme de deux (respectivement trois) carrés de nombres rationnels, il est aussi somme de deux (respectivement trois) carrés d'entiers.
D'après André Weil, Fermat, dans une lettre de Mersenne du 15 juillet 1636, affirme avoir prouvé ce résultat mais dans une autre lettre du 2 septembre de la même année, il reconnaît que sa preuve doit encore être travaillée. En 1912, une preuve de ce théorème est donnée par L. Aubry,,. Le théorème de Davenport-Cassels, postérieur à cette publication permet aussi d'en donner une preuve. 
En effet, le carré de la distance usuelle sur ℚ2 ou ℚ3 est une forme quadratique vérifiant les conditions du théorème de Davenport-Cassels. Pour s'en convaincre, il suffit d'observer que, pour tout rationnel {\displaystyle x_{i}}, il existe un entier {\displaystyle a_{i}} tel que {\displaystyle |x_{i}-a_{i}|\leq 1/2}. Ainsi, pour tout couple (resp. triplet) {\displaystyle x} de rationnels, il existe un couple (resp. triplet) {\displaystyle a} d'entiers tel que {\displaystyle d^{2}(x,a)=\sum _{i=1}^{2}|x_{i}-a_{i}|^{2}\leq {\frac {1}{4}}+{\frac {1}{4}}<1} (resp. {\displaystyle d^{2}(x,a)=\sum _{i=1}^{3}|x_{i}-a_{i}|^{2}\leq {\frac {1}{4}}+{\frac {1}{4}}+{\frac {1}{4}}<1}).